# Książęca Bażantarnia
Książęca Bażantarnia – budynek w stylu późnoklasycystycznym, znajdujący się w Porębie, w gminie Pszczyna, ufundowany przez księcia pszczyńskiego Fryderyka Erdmanna i wybudowany w latach 1792-1800 pod kierunkiem Wilhelma Puscha według projektu Carla Gottharda Langhansa.

## Historia

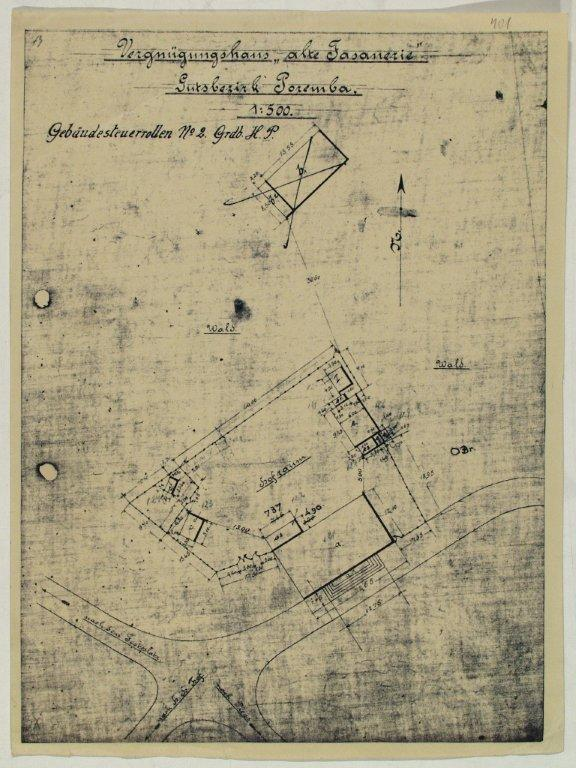
Mapa z XVIII w.

Główną siedzibą właścicieli Pszczyńskiego Księstwa Stanowego był stojący przy północno-zachodniej pierzei rynku w Pszczynie zamek, który spłonął w 1737 roku. Po przejęciu dóbr pszczyńskich przez rodzinę książąt Anhalt-Köthen (z jej gałęzi Anhalt-Zerbst pochodziła caryca Katarzyna II) nastąpiła odbudowa i rozbudowa spalonego obiektu. W wyniku przebudowy powstała imponująca barokowa siedziba. W końcu XVIII wieku powstała Bażantarnia w Porębie, zaś w XIX w. kilka innych budowli: tzw. Pałac księcia Krystiana, dwór Ludwikówka, dwór myśliwski (przy ul. Żorskiej) oraz Zameczek Myśliwski w Promnicach.
Pomysł założenia w Porębie gospodarstwa zajmującego się hodowlą bażantów powstał stosunkowo wcześnie, bo już w 1770 roku. Wtedy to poczęto czynić starania mające na celu pozyskanie potrzebnych do tego terenów. Zaczęto od wykupienia gruntów należących do chłopów, a drogą wymiany dokonanej z sołtysem Poręby - Greycarkiem, dołączono do nich obszerny las brzozowy. Poprzez zabiegi rekultywacyjne dokonano zmiany stosunków wodnych, wytyczając miejsca pod stawy i potoki oraz układ dróg i ścieżek. Poza tym poprzez planowe nasadzenia nadano ostateczny kształt kompozycji założenia parkowo-leśnego. Przez kolejne zamiany terenów z chłopami zdobyto również ziemie łączące przyszłe gospodarstwo z traktem brzegowym z Pszczyny do Żor. Mając gotowe grunty, przystąpiono do realizacji zamysłu gospodarczo-krajobrazowego, którego projekt dostarczył w 1792 roku książęcy architekt i budowniczy Wilhelm Pusch. Powstały wówczas malownicze, krzyżujące się ze sobą promenady, zabudowania gospodarcze, domek dla opiekuna bażantów i drewniana willa zwana "Źródłem Henryka". Na wzgórzu, nieco na uboczu od alei biegnącej jego grzbietem, Fryderyk Erdmann polecił wznieść zamek letni (Lustschloss), według planów Puscha, który wzorował się na publikowanym wcześniej projekcie Carla Gottharda Langhansa. Chociaż nie wiadomo, kiedy dokładnie rozpoczął jego budowę, znana jest dokładnie data oddania go do użytku – 25 czerwca 1800 roku.
Fryderyk Erdmann nie doczekał realizacji swojego pomysłu, zmarł bowiem w 1797 roku. Budowę pałacu, zwanego później "Fasanerie" - Bażantarnią, ukończył jego syn, Fryderyk Ferdynand.

## Charakterystyka architektoniczna
Bażantarnia jest typową klasycystyczną, budowlą na planie prostokąta, z wysokim, czterospadowym dachem krytym dachówką oraz skierowanym na południe frontem. Murowana, potynkowana, częściowo podpiwniczona. W piwnicach sklepienia kolebkowe. Pięcioosiowa elewacja frontowa ozdobiona jest zagłębionym w lico budynku portykiem o czterech kolumnach poprzedzonych schodami. W skrajnych, jednoosiowych partiach elewacji znajdują się arkadowe płyciny mieszczące okna: dolne - zwieńczone prostokątnie, górne - półkoliście. Wejścia i okna posiadają płaskie obramowania z kluczami. Do dziś zachował się czytelny układ wnętrz: dwutraktowy, symetryczny, z szeroką płytką sienią i piętrowym salonem na osi, ze ściętymi narożnikami. Salon posiada sufit z fasetą, a na wysokości piętra znajduje się balkon dla orkiestry i chóru. Już w XX wieku budynek został rozbudowany o przybudówkę przy północno-zachodnim narożniku tylnej elewacji.
W archiwum pszczyńskim zachował się opis XIX-wiecznych wnętrz. Na parterze mieściły się: przedpokój ze stojącymi w nim stołami, krzesłami, ławą i biurkiem, wspomniany już piętrowy salon z balkonem, wyposażony w osiem ławek wyściełanych czarnym płótnem, okrągłą sofę, dwa duże lustra, żyrandol, jedenaście kandelabrów ściennych oraz okrągły piec; pokój dam z sofą, sześcioma krzesłami, stołem, weneckim lustrem i parawanem przy kominku; palarnia z sofą, jedenastoma trzcinowymi krzesłami oraz pokój bilardowy. Kilka pomieszczeń znajdowało się na poddaszu. Pałac w Porębie służył głównie rozrywce. W odróżnieniu od dostojnych i reprezentacyjnych wnętrz zamku pszczyńskiego, Bażantarnia była "prawdziwą świątynią zabaw i radości". Sala balowa Bażantarni na takie okazje dekorowana była festonami owoców i licznymi bukietami kwiatów. Na bale, odbywające się z okazji urodzin członków rodziny książęcej, zapraszano zwykle gości z miasta i jego najbliższych okolic. Szczególnie uroczysty miały zawsze urodziny księżnej Augustyny Esperanzy Fryderyki von Reuss - żony Henryka Anhalta (rządzącego księstwem w latach 1818–1830 i 1841–1846), której data urodzin zbiegała się z datą urodzin króla pruskiego Fryderyka Wilhelma III. Pałac w Porębie i zamek pszczyński były na wszelkie imprezy rzęsiście oświetlone. Uroczystości rozpoczynały się z reguły w samo południe wystawnym obiadem, przerywanym toastami, zaś po obiedzie rozpoczynała się wielogodzinna zabawa, trwająca czasem do czwartej nad ranem. Podczas przyjęć wznoszono wiele toastów, którym wtórowało bicie w kotły i muzyka trąbek. Na imprezach bawiło się od 120 do 3,5 tys. osób. Nawet wówczas, gdy zjawiało się kilka tysięcy ludzi, wszystkich podejmowano kawą, winem i ciastem, a bale odbywające się w wielkiej ciasnocie trwały do północy.

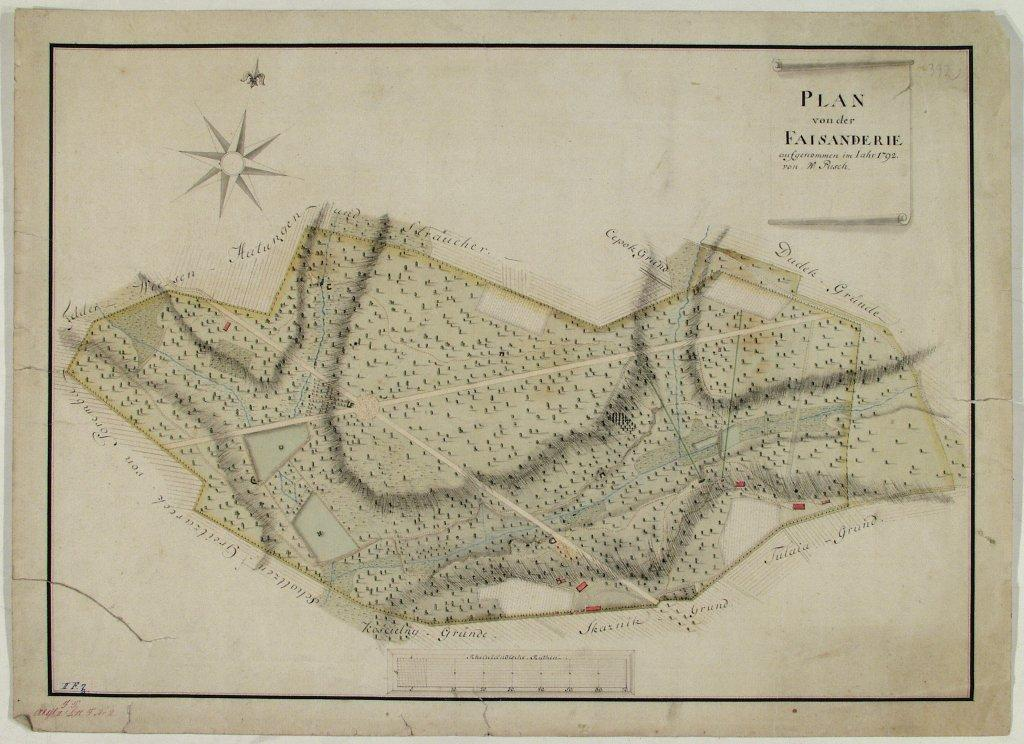
Plan Bażantarni z XVIII w.

Pałacowi towarzyszyło kilka zabudowań gospodarczych, w tym murowana, parterowa oficyna. Zbudowana na rzucie prostokąta, potynkowana, nakryta była dachem mansardowym krytym dachówką (później częściowo eternitem). Układ wnętrza dwutraktowy z sienią na osi. Elewacja frontowa pięcioosiowa z wejściem zamkniętym łukiem koszowym, zwieńczona wydatnym, profilowanym gzymsem. Budynek ten został wyburzony w latach 70. XX w.
Należy przypuszczać, że powodzenie Bażantarni skończyło się z Anhaltami. Po przebudowie zamku pszczyńskiego w latach 1870–1874 (już pod panowaniem Hochbergów) reprezentacyjne imprezy dworskie odbywały się w zamku. Ciekawym epizodem jest okres I wojny światowej, gdy w Pszczynie (określanej w tym czasie jako "mały Berlin") znajdował się Sztab Generalny niemieckich wojsk cesarskich (obecnie tzw. Paleja). To w tym czasie Bażantarnia odżyła na nowo jako miejsce wizyt cesarza Niemiec i wielu oficjeli, którym miejscowe bażanty smakowały wybornie.

## Współczesność

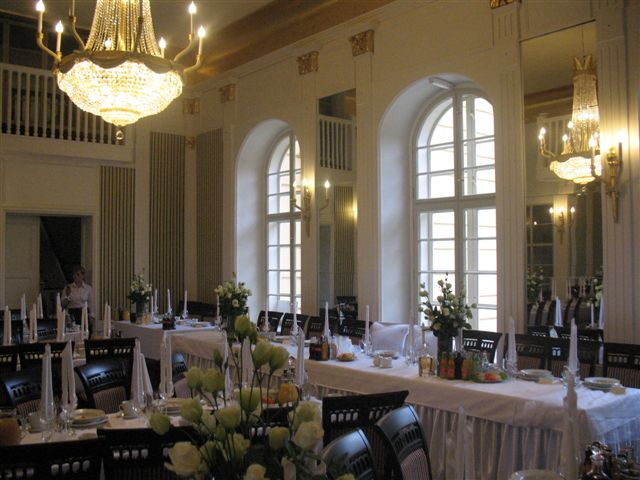
Jedna z sal

W 1922 roku Książę Jan Henryk XV pozwolił na funkcjonowanie pałacu jako eleganckiego zajazdu, w którym wielokrotnie zatrzymywali się między innymi prezydent Ignacy Mościcki, budowniczy Gdyni - Eugeniusz Kwiatkowski oraz elita Śląska i Warszawy. W otaczającym pałac parku był zorganizowany teren sportów zimowych, między innymi skocznia narciarska, trasy zjazdowe i biegowe na nartach, ślizgawki na stawach, a w okresie letnim służył biegom sportowym, cyklistom i przejażdżkom konnym. Do czasu wybudowania nowej drogi do Bielska był popularnym miejscem wycieczek weekendowych. W 1937 roku Jan Henryk XV sprzedał pałac i obiekt zaczął funkcjonować jako zajazd. Końcówka II wojny światowej wojny to okres funkcjonowania obiektu jako sztabu pułku Wehrmachtu. Do jej końca Bażantarnia pełniła funkcje mieszkalne dla pracowników dóbr książęcych, podobnie zresztą po 1945 roku, tyle że już nie książęcych.
20 stycznia 1965 roku obiekt został wpisany do rejestru zabytków pod nr A/504/65. W latach 70. XX w. Kopalnia Węgla Kamiennego "Pniówek" przejęła go na własne potrzeby socjalne. Wyburzono wówczas oficyny i odrestaurowano wnętrza, wprowadzając do nich siermiężny styl lat 70. Służył wielu karczmom piwnym oraz m.in. uroczystościom barbórkowym.

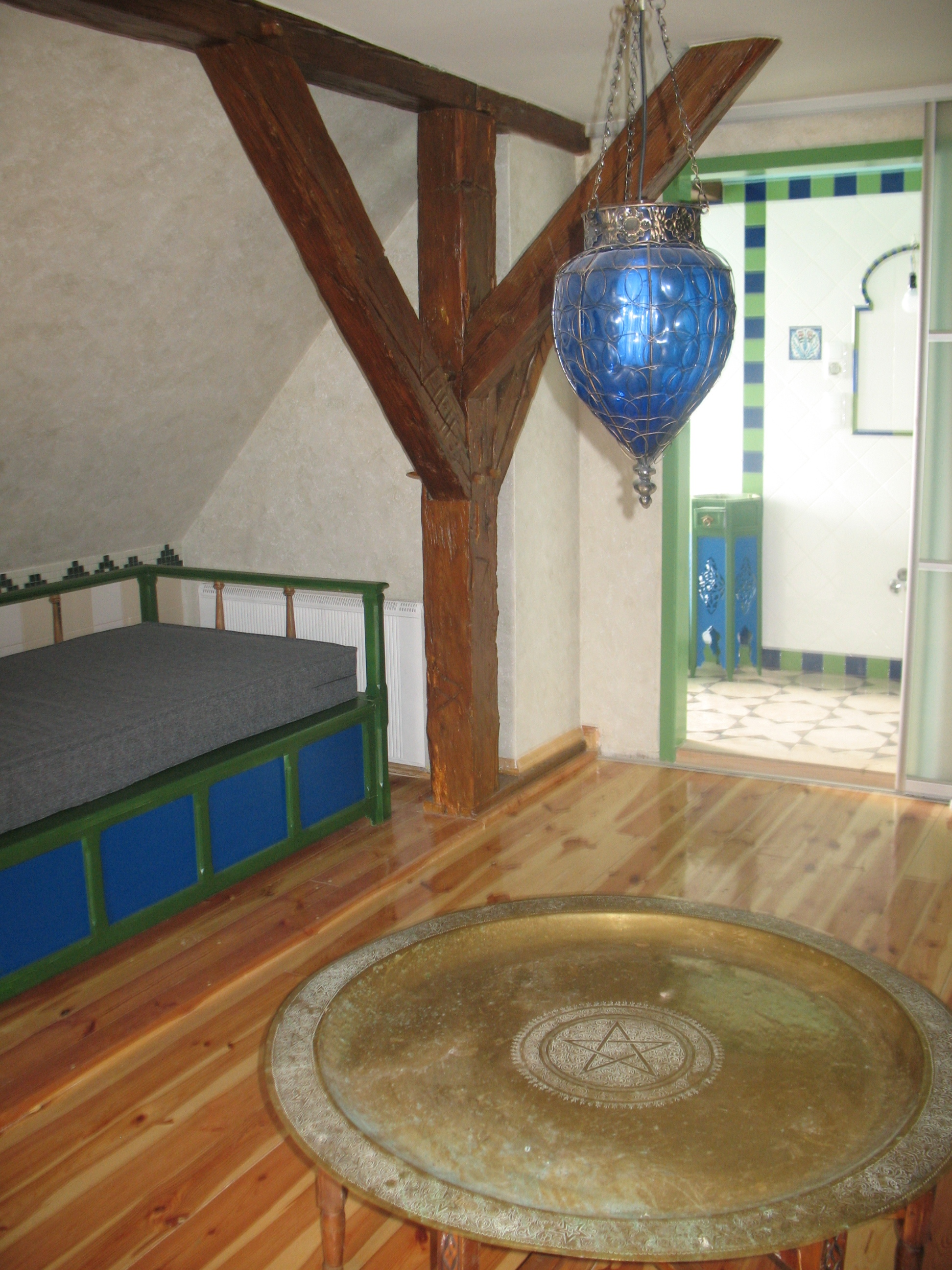
Pokój arabski

Po ukończonym w 2011 roku remoncie konserwatorskim odnowiony obiekt jest udostępniony do powszechnego użytku, sprawując funkcję podobną do tej, jaką posiadał od swoich początków. Mieści w sobie dużą salę balową i jadalną, wraz z zapleczem gastronomicznym na parterze, mogącą przyjąć ponad 100 gości. Na piętrach znajduje się pojemna sala konferencyjna i trzy apartamenty. Miejsce to ze względu na swoje położenie w zaprojektowanym na początku lat 80. XVIII stulecia naturalistycznym parku, obecnie we władaniu lasów państwowych, jest celem wycieczek zarówno rowerowych, jak i pieszych.